# 外鄉女
《外鄉女》（英語：Far and Away），2017年民視自製單元劇，青睞影視製作，柯叔元、曾珮瑜、傅子純、方宥心、徐麗雯、樊光耀、鄭人碩領銜主演，2017年2月24日開鏡，民視無線台於4月9日上檔，5月24日全劇殺青。本劇改編自台灣鄉土文學作家楊青矗的同名小說，本劇獲得中華民國文化部106年度電視節目製作補助案第二梯次連續劇類補助500萬元

## 播出時間

### 首播
| 頻道                      | 所在地   | 首播日期                       | 播放時間             |
| ------------------------- | -------- | ------------------------------ | -------------------- |
| 民視無線台                | 臺灣     | 2017年4月9日                   | 每週日 22:00－23:30  |
| Astro欢喜台 Astro欢喜台HD | 马来西亚 | 2017年8月12日 - 2017年10月14日 | 每週六 16:30 - 18:00 |
| Astro欢喜台 Astro欢喜台HD | 马来西亚 | 2017年10月21日                 | 每週六 16:30 - 18:30 |

### 重播
| 頻道       | 所在地 | 重播日期      | 播出時間            |
| ---------- | ------ | ------------- | ------------------- |
| 民視無線台 | 臺灣   | 2017年4月13日 | 每週四 23:03－00:33 |
| 民視無線台 | 臺灣   | 2017年4月16日 | 每週日 12:30－14:00 |

## 故事大綱
由一位其實是研究生的邱錦鳳潛入女工宿舍要研究工廠女工的點點滴滴，因而將研究對象分為三個單元：
- 黑美人，敘述黑美人沈紫英的故事
- 愛人的選擇，描述女工周美娟的故事
- 第三力量，描述女工潘明玲的故事

## 《第一單元：黑美人》演員陣容

### 主要角色
| 演員   | 角色            | 介紹 | 登場集數 |
| 柯叔元 | 徐俊龍          | 沈紫英愛人、本劇單元男主角。拋家棄子至北部，遇上黑美人而深愛不已，常做著與黑美人的美夢，時常投資卻都失敗收場，與黑美人愛的艱辛。           | 1-4      |
| 曾珮瑜 | 沈紫英 (黑美人) | 徐俊龍愛人，雁南之家房客。曾有段婚姻，育有三個小孩，在丈夫過世後在外掙錢，在雁南之家是讓張媽最頭疼的人，與徐俊龍相愛的坎坷，卻也無怨無悔。 | 1-4      |
| 傅小芸 | 邱錦鳳          | 蔡文男女友，雁南之家房客。為了碩士論文的研究而過著女工生活，暗中觀察每一位女工，而黑美人正是她的首位主要研究對象。                         | 1-4      |
| 樊光耀 | 王強            | 雁南之家外小吃攤老闆。隨國民政府來臺的退休士官長，與張媽交情很好，也是女工時常聚會的地方。                                                 | 1-4      |
| 李辰翔 | 蔡文男          | 邱錦鳳男友。與邱錦鳳是學長學妹關係，一心希望邱錦鳳能快點結束論文，好能前往美國。                                                           | 1-4      |

### 其他角色
| 演員   | 角色     | 介紹                                                             | 登場集數 |
| 方宥心 | 周美娟   | 雁南之家的房客。白日工作，夜間上課，一心想脫離女工生活。         | 1-4      |
| 曹雅雯 | 丁舒麗   | 雁南之家的房客。懷抱著歌手夢，時常亨點小曲。                     | 1-4      |
| 黃淑   | 張媽媽   | 雁南之家的老闆娘。對房客們外表嚴厲，其實內心時常關心著每一個人。 | 1-4      |
| 廖怡裬 | 謝秀卿   | 雁南之家的房客。與黑美人友好，但為人愛占人便宜，時常惹來言語。   | 1-4      |
| 許韶芬 | 王清梅   | 雁南之家的房客。與徐新菊友好，時常同時進出。                     | 1-4      |
| 孔令元 | 徐新菊   | 雁南之家的房客。與王清梅友好，時常同時進出。                     | 1-4      |
| 黃浩詠 | 工廠經理 | 工廠經理。為人好色，時常吃女工豆腐。                             | 1-2      |
| 陳家逵 | 焦製作   | 唱片公司製作人。                                                 | 3        |
| 邱逸峰 | 土豆     | 朱經理手下。                                                     | 3-4      |
| 鄭伃庭 | 阿芬     | 黑美人長女。                                                     | 1、4     |
| 沈文凱 | 便衣警察 | 與朱經理友好的警察。                                             | 4        |
| 簡義哲 | 豬哥陳   | 朱經理手下。                                                     | 3        |
| 戴秀穎 | 阿霞     | 雁南之家的房客。被張媽以嫁為人夫之理由趕離宿舍。                 | 2        |
| 林佩霓 | 林秘書   | 朱代書的秘書。                                                   | 1-2      |

### 特別客串
| 演員   | 角色     | 介紹                                     | 登場集數 |
| 黃采儀 | 邱淑女   | 邱錦鳳之母。                             | 2        |
| 蔡阿炮 | 朱經理   | 徐俊龍的合作對象。                       | 1-2、4   |
| 今子嫣 | 舞廳大班 | 舞廳大班。讓邱錦鳳意外輾轉進入舞廳之人。 | 2-3      |
| 聶秉賢 | 蔡阿土   | 蔡文男之父。                             | 2        |
| 慕鈺華 | 蔡何金貴 | 蔡文男之母。                             | 2        |

## 《第二單元：愛人的選擇》演員陣容

### 主要角色
| 演員   | 角色   | 介紹 | 登場集數 |
| 傅子純 | 夏祥德 | 電器公司業務、本劇單元男主角。天生長短腳，在一次面試遇上周美娟，深深愛上周美娟。後騙周美娟得了心臟病，其實是要回故鄉相親，後和周美娟大吵一架，最後和周美娟分開。 | 5-7      |
| 方宥心 | 周美娟 | 雁南之家的房客。夜間部畢業後便四處面試，也因此辭去女工工作，想跟邱錦鳳一樣自由戀愛，在遇到夏祥德後兩人陷入熱戀。之後，因夏祥德欺騙得了心臟病，而大吵一架，後搬回雁南之家，最後考上鄉公所的考試，離開雁南之家，踏上下一站的旅程，離開前到夏祥德住所看看，丟還鑰匙，代表兩人沒有關係。 | 5-7      |
| 樊光耀 | 王強   | 雁南之家外小吃攤老闆。對於一直無法與對岸的親人通訊十分苦惱，想念家鄉之情表露無遺。 | 5-7      |
| 傅小芸 | 邱錦鳳 | 蔡文男女友，雁南之家房客。在黑美人的故事告一段落後，接著研究對象轉為周美娟，然而在越深入女工的生活之後，卻發現與蔡文男距離似乎愈來愈遠。 | 5-7      |
| 李辰翔 | 蔡文男 | 邱錦鳳男友。對邱錦鳳過於投入女工生活不慎諒解，在取得柏克萊大學面試通知後，便積極的為兩人在美國生活預先打點一切。 | 5-7      |

### 其他角色
| 演員   | 角色         | 介紹                                                                                 | 登場集數 |
| 曹雅雯 | 丁舒麗       | 雁南之家的房客。在考上歌星後即有唱片公司邀約，以為一切順利的歌星路，卻依舊充滿阻礙。 | 5-7      |
| 孔令元 | 徐新菊       | 雁南之家的房客。                                                                     | 5-7      |
| 黃淑   | 張媽媽       | 雁南之家的老闆娘。心事時常與王強訴說，兩人交情很好。                                 | 5-7      |
| 許韶芬 | 王清梅       | 雁南之家的房客。                                                                     | 5-7      |
| 廖怡裬 | 謝秀卿       | 雁南之家的房客。從小母親嗜賭，每每賺錢幾乎將錢寄回家裡救濟，卻也於事無補。           | 5、7     |
| 鄭暐達 | 詹俊凱       | 單戀邱錦鳳。女工聯誼時與邱錦鳳相識。                                                 | 6-7      |
| 黃浩詠 | 工廠經理     | 工廠經理。                                                                           | 5        |
| 陶傳正 | 唱片公司老闆 | 唱片公司老闆。相中丁舒麗而邀約至唱片公司簽約。                                       | 5、7     |
| 子嫣   | 雅惠         | 餐廳員工。周美娟同事。                                                               | 6-7      |
| 鐘倫理 | 徐哥         | 退伍軍人。王強同袍好友，時常委託他寄信至老鄉。                                       | 6        |
| 程政鈞 | 指導教授     | 大學教授。邱錦鳳與蔡文男之指導教授。                                                 | 6-7、11  |

### 特別客串
| 演員   | 角色   | 介紹                                                     | 登場集數 |
| 王耿豪 | 邱萬利 | 邱錦鳳之父。                                             | 5-6      |
| 黃采儀 | 邱母   | 邱錦鳳之母。                                             | 5-6      |
| 范瑞君 | 艷蕊   | 當紅歌星，打壓身為新人的丁舒麗，設計搶走她發唱片的機會。 | 5-7      |
| 林嘉俐 | 謝母   | 謝秀卿之母。                                             | 5、9     |
| 唐治平 | 吳昌漢 | 餐廳經理。新來的餐廳經理，曾離婚且育有兩個小孩。         | 7        |
| 林志儒 | 賴先生 | 相親老頭。欲與謝秀卿相親的對象。                         | 7        |

## 《第三單元：第三力量》演員陣容

### 主要角色
| 演員   | 角色   | 介紹 | 登場集數 |
| 徐麗雯 | 潘明玲 | 葉錦堂女友，雁南之家的新房客，工廠B區新領班。對每個女工都善意對待，為人看似好客，但實則有著其他意圖。                          | 8-11     |
| 鄭人碩 | 葉錦堂 | 潘明玲男友，工廠協理。已有家室，因妻子娘家的權勢而在外尋求歡樂。                                                               | 8-11     |
| 傅小芸 | 邱錦鳳 | 蔡文男女友，雁南之家房客。與女工相處久後而更換論文主題，和男友蔡文男的距離漸行漸遠，卻因詹俊凱的出現而讓她的生活有了些許變化。 | 8-11     |
| 樊光耀 | 王強   | 雁南之家外小吃攤老闆。與張媽媽無話不談，對丁舒麗如同女兒對待，擔心她遭受欺騙。                                                 | 8-11     |
| 李辰翔 | 蔡文男 | 邱錦鳳男友。對於邱錦鳳提出的分手感到不解，為了挽回這段感情而尋求邱母。                                                         | 8-11     |

### 其他角色
| 演員   | 角色     | 介紹 | 登場集數 |
| 曹雅雯 | 丁舒麗   | 雁南之家房客。為了一圓歌星夢而到紅包場唱歌，時日一久，紅包場的複雜文化漸漸影響著她。被賣布小販欺騙，懷孕卻因發生意外而流產，偷聽到醫師判定之後可能無法生小孩，原要跳樓自殺，被王強即時救回，因王強的鼓勵，而有活下去的希望，後和王強結婚，最後懷孕。 | 8-11     |
| 孔令元 | 徐新菊   | 雁南之家房客。 | 8-11     |
| 黃淑   | 張媽媽   | 雁南之家的老闆娘。 | 8-11     |
| 許韶芬 | 王清梅   | 雁南之家房客。 | 8-11     |
| 廖怡裬 | 謝秀卿   | 雁南之家房客。對剛來的潘明玲有著敵意，認為潘明玲是靠關係而來的。 | 8-11     |
| 鄭暐達 | 詹俊凱   | 暗戀邱錦鳳。在遇到邱錦鳳後戒掉檳榔與飆車，更立志要考上大學。 | 8-11     |
| 黃浩詠 | 工廠經理 | 工廠經理。對於工廠遭檢舉疑是感到不滿，誓言揪出檢舉者。 | 8-11     |
| 鐘倫理 | 徐哥     | 退伍軍人。王強同袍好友。 | 10       |
| 吳昆達 | 陳品誠   | 國安局幹員。因邱錦鳳刊在報紙的文章，引起高層注意，因此遭派來調查此事。 | 11       |
| 黎沛婕 | 阿New    | 原住民女孩。王強好友債主之女，因生父欠王強好友錢而被父親拿來抵債。 | 10       |

### 特別客串
| 演員   | 角色            | 介紹                                             | 登場集數 |
| 郎祖筠 | 潘母            | 潘明玲之母。                                     | 10       |
| 王彩樺 | 科員            | 社會局科員。                                     | 10       |
| 王耿豪 | 邱萬利          | 邱錦鳳之父。                                     | 11       |
| 黃采儀 | 邱母            | 邱錦鳳之母。                                     | 8、11    |
| 曾珮瑜 | 沈紫英 (黑美人) | 前雁南之家房客。                                 | 11       |
| 方宥心 | 周美娟          | 前雁南之家房客。                                 | 11       |
| 葉文豪 | 劉先生          | 布行小開，與丁舒麗有過一段情，但後來便人間蒸發。 | 9        |

## 電視劇歌曲
| 曲別   | 歌名     | 演唱者         | 作詞           | 作曲   | 編曲   | 譯詞   |
| 片頭曲 | 永遠的家 | 荒山亮         | 荒山亮、凃凱傑 | 荒山亮 | 劉浩旭 |        |
| 片尾曲 | 飛啊飛   | 方宥心         | 荒山亮         | 荒山亮 | 劉浩旭 |        |
| 插曲   | 梨花淚   |                | 文             | 文     |        |        |
| 插曲   | 贖罪     |                | 高山青         | 文     |        |        |
| 插曲   | 飛呀我心 | 福爾摩沙合唱團 | 威爾第         |        |        | 李嘉明 |

## 收視率

### 民視
| 播出日期      | 集數       | 單元名稱                | 平均收視 | 排名 | 備註                    |
| ------------- | ---------- | ----------------------- | -------- | ---- | ----------------------- |
| 2017年4月9日  | 1          | 【第一單元】 黑美人     | 1.52     | 1    |                         |
| 2017年4月16日 | 2          | 【第一單元】 黑美人     | 1.12     | 2    |                         |
| 2017年4月23日 | 3          | 【第一單元】 黑美人     | 0.93     | 2    |                         |
| 2017年4月30日 | 4          | 【第一單元】 黑美人     | 1.11     | 3    |                         |
| 2017年5月7日  | 5          | 【第二單元】 愛人的選擇 | 1.29     | 1    |                         |
| 2017年5月14日 | 6          | 【第二單元】 愛人的選擇 | 1.06     | 1    |                         |
| 2017年5月21日 | 7          | 【第二單元】 愛人的選擇 | 1.33     | 1    |                         |
| 2017年5月28日 | 8          | 【第三單元】 第三力量   | 1.22     | 2    |                         |
| 2017年6月4日  | 9          | 【第三單元】 第三力量   | 1.19     | 1    |                         |
| 2017年6月11日 | 10         | 【第三單元】 第三力量   | 1.10     | 2    |                         |
| 2017年6月18日 | 11         | 【第三單元】 第三力量   | 1.23     | 2    | 全劇終，播出1小時45分鐘 |
| 平均收視率    | 平均收視率 | 平均收視率              | 1.19     | 2    |                         |

- 同時段偶像劇：台視《我的愛情不平凡》、中視《誰是大歌神》、公視《通靈少女》、東森綜合台《如朕親臨》／《鐘樓愛人》
- 由AGB尼爾森調查，調查範圍是四歲以上收看電視之觀眾。

## 獎項紀錄

### 電視金鐘獎
| 年份 | 頒獎典禮     | 獎項                       | 入圍作品               | 入圍者                 | 結果 |
| ---- | ------------ | -------------------------- | ---------------------- | ---------------------- | ---- |
| 2017 | 第52屆金鐘獎 | 迷你劇集獎                 | 《外鄉女》－黑美人     | 《外鄉女》－黑美人     | 提名 |
| 2017 | 第52屆金鐘獎 | 迷你劇集／電視電影男主角獎 | 《外鄉女》－黑美人     | 柯叔元                 | 提名 |
| 2017 | 第52屆金鐘獎 | 美術設計獎                 | 《外鄉女》－黑美人     | 翁定洋、姚君           | 提名 |
| 2017 | 第52屆金鐘獎 | 燈光獎                     | 《外鄉女》－黑美人     | 謝漢諹                 | 提名 |
| 2018 | 第53屆金鐘獎 | 迷你劇集獎                 | 《外鄉女》－愛人的選擇 | 《外鄉女》－愛人的選擇 | 提名 |
| 2018 | 第53屆金鐘獎 | 迷你劇集／電視電影女主角獎 | 《外鄉女》－愛人的選擇 | 方宥心                 | 提名 |
| 2018 | 第53屆金鐘獎 | 迷你劇集／電視電影女配角獎 | 《外鄉女》－第三力量   | 廖怡裬                 | 獲獎 |

### 亞洲電視大獎
| 年份 | 頒獎典禮           | 獎項                       | 入圍者             | 結果 |
| ---- | ------------------ | -------------------------- | ------------------ | ---- |
| 2017 | 第22屆亞洲電視大獎 | 最佳戲劇導演               | 葉天倫             | 提名 |
| 2017 | 第22屆亞洲電視大獎 | 最佳男主角（戲劇／劇情組） | 柯叔元             | 提名 |
| 2017 | 第22屆亞洲電視大獎 | 最佳戲劇編劇               | 林佳慧、葉天倫     | 提名 |
| 2017 | 第22屆亞洲電視大獎 | 最佳攝影                   | 陳忠志             | 獲獎 |
| 2018 | 第23屆亞洲電視大獎 | 最佳女主角（戲劇／劇情組） | 徐麗雯             | 提名 |
| 2018 | 第23屆亞洲電視大獎 | 最佳女配角（戲劇／劇情組） | 傅小芸             | 提名 |
| 2018 | 第23屆亞洲電視大獎 | 最佳編劇                   | 溫郁芳、林佳慧     | 提名 |
| 2018 | 第23屆亞洲電視大獎 | 最佳主題曲                 | 荒山亮【永遠的家】 | 提名 |

## 製作團隊
- 製作人：葉金勝、潘鳳珠
- 導演：
  - 葉天倫《黑美人》《第三力量》
  - 陳長綸《愛人的選擇》
- 導演組：
  - 副 導 演 熊文華
  - 場    記  李  悠

- 編劇：
  - 林佳慧 《黑美人》《第三力量》
  - 溫郁芳：《愛人的選擇》《第三力量》

- 統籌：
  - 蔡依芸

- 製片組：
  - 製    片 楊顏昌
  - 外聯製片 康博和
  - 製 片 組 羅正坤 李佳蓁 彭子軒

- 攝影：
  - 陳宗志《黑美人》《第三力量》
  - 韓紀軒《愛人的選擇》

- 攝影組：
  - 攝影指導 陳宗志
  - 攝影大助 詹字修
  - 攝影助理 范振浩 蔡東勳
- 燈光：
  - 謝漢諹：《黑美人》 《第三力量》
  - 丁海德：《愛人的選擇》
  - 燈光指導 謝漢諹
  - 燈光助理 許嘉哲 李國立
- 美術指導：
  - 翁定洋：《黑美人》
  - 蘇耀堂：《愛人的選擇》《第三力量》
  - 陳設搭景 曾約瑟《黑美人》《愛人的選擇》《第三力量》
  - 美術人員：林怡柔 莊之維 顧越帆 陳子玄 陳品先 鍾翔文 林惠菁 劉詩駿 陳品先《黑美人》
- 造型：
  - 姚君
- 造型組
  - 造型指導 姚  君
  - 造型助理 林律瑋
  - 服裝管理 莊靜雯 黃琦
  - 髮 型 師 詹帷理
  - 化 妝 師 何嘉晏
  - 梳化助理 劉子瑄 曾子瑜 林子嫈
- 收音組
  - 收 音 師 陳炫宇 游寓紳
  - 收音助理 鄧亦桓 温龍瀚
- 場務組
  - 場務領班 歐立偉
  - 場 務  李孟褘 林意峰 陳建斐 王清文
- 公關組
  - 行銷公關 曾齡萱 董  馨
  - 財物行政 林佩霓 吳冠儀
  - 演員管理 黃子芹 王秀怡
- 視覺組
  - 後製導演 洪子鵬
  - 視覺設計 陳品洋
  - 劇照/後期執行 林祉谷
- 音樂創作：
  - 荒山亮《外鄉女》
  - 配樂：葉約瑟
- 民視團隊
  - 企宣團隊：杜蕙如、陳玲慧、洪雨汝、鄭雅慧、鄧清修、李伊婷、鍾雅昀、潘怡如、李清福、王琛媄
  - 後期製作：邱蘹育、張翰慈、陳銘波、張美期、陳韋錚、陳又溱、陳立

## 後期製作
- 台北影業股份有限公司
  - 後期統籌：張宇廣
  - 後期協調：江金燕
  - 字幕及數位編碼：溫駿嚴 吳宜豐 王素禎 劉加宥
  - 檔案管理：楊淑媛 謝明嘉
  - 聽打：唐秋雯
  - 調光師：陳美緞
  - 調光助理：李品葳
  - 剪接師：任哲勳 林政宏
- 聲音製作：天樂音樂音效工作室
- 音樂音效混音：葉約瑟
- 編曲：史旻玠
- 製作公司：民間全民電視公司、青睞影視製作股份有限公司
- 冠名贊助單位：日新蔭油

## 電視節目的變遷
- 官方网站－民視
- 外鄉女的Facebook專頁

| 中華民國 民視無線台 每週日 22:00 - 23:30                | 中華民國 民視無線台 每週日 22:00 - 23:30               | 中華民國 民視無線台 每週日 22:00 - 23:30 |
| ------------------------------------------------------- | ------------------------------------------------------ | ---------------------------------------- |
|                                                         | 外鄉女 （2017年4月9日－2017年6月18日）                 |                                          |
| 金鐘幸福好戲 媽媽不見了 （2017年3月26日－2017年4月2日） | 金鐘幸福好戲 燦爛時光 （2017年6月25日－2017年8月27日） |                                          |

| 马来西亚 Astro欢喜台、Astro欢喜台HD 每週六 16:30 - 18:00 · 10月21日 16:30 - 18:30 | 马来西亚 Astro欢喜台、Astro欢喜台HD 每週六 16:30 - 18:00 · 10月21日 16:30 - 18:30 | 马来西亚 Astro欢喜台、Astro欢喜台HD 每週六 16:30 - 18:00 · 10月21日 16:30 - 18:30 |
| --------------------------------------------------------------------------------- | --------------------------------------------------------------------------------- | --------------------------------------------------------------------------------- |
|                                                                                   | 外鄉女 （2017年8月12日 - 2017年10月21日）                                         |                                                                                   |
| 阿不拉的三个女人 （2016年10月22日 - 2017年8月5日）                                | 重播综艺时段 （2017年10月28日起）                                                 |                                                                                   |

| 中華民國 東森戲劇台 每週日 20:00 - 22:00            | 中華民國 東森戲劇台 每週日 20:00 - 22:00 | 中華民國 東森戲劇台 每週日 20:00 - 22:00 |
| --------------------------------------------------- | ---------------------------------------- | ---------------------------------------- |
|                                                     | 外鄉女 （2018年1月14日－2018年3月11日）  |                                          |
| 如朕親臨 （重播） （2017年11月18日－2018年1月13日） | 老爸上身 （2018年3月18日－2018年）       |                                          |